# Doorgroeid fonteinkruid
Doorgroeid fonteinkruid (Potamogeton perfoliatus) is een vaste plant die behoort tot de fonteinkruidfamilie (Potamogetonaceae). Deze waterplant komt van nature voor in Europa, Azië, Centraal-Afrika, Noord-Amerika en Australië.
Doorgroeid fonteinkruid bloeit van juni tot september met groene bloemen. De bloeiwijze is een 2-4 cm lange aar.
De vrucht is een nootje. De zaden zijn 3-3,5 mm groot.
De stengels van doorgroeid fonteinkruid worden 30-200 cm lang, heeft een sterk vertakte wortelstok en een vrij rechte stengel. De bladeren zijn ondergedoken, rondachtig tot langwerpig-eirond en hebben een hartvormige, stengelomvattende voet. De jonge bladeren hebben een zeer fijn getande rand.
Doorgroeid fonteinkruid komt voor in zoet en zwak brak, voedselrijk water.